# فرودگاه پورت مک‌گواری
 فرودگاه پورت مک‌گواری (به انگلیسی: Port Macquarie Airport) یک فرودگاه همگانی با کد یاتا PQQ است که یک باند فرود آسفالت دارد و طول باند آن ۱۶۰۰ متر است. این فرودگاه در کشور استرالیا قرار دارد و در ارتفاع ۴ متری از سطح دریا واقع شده است.